# بيل فيرغسون
بيل فيرغسون (6 يونيو 1880 - 22 سبتمبر 1957) (بالإنجليزية: Bill Ferguson)‏ هو لاعب كريكت أسترالي.